# Elezione del Presidente della Camera del 1963 (prima)
La prima elezione del presidente della Camera del 1963 per la IV legislatura della Repubblica Italiana si è svolta il 16 maggio 1963.
Il presidente della Camera uscente è Giovanni Leone, Presidente provvisorio è Brunetto Bucciarelli-Ducci.
Presidente della Camera dei deputati, eletto al I scrutinio, è Giovanni Leone.

## L'elezione

### Preferenze per Giovanni Leone
| Scrutinio | Voti | Percentuale |
| --------- | ---- | ----------- |
| I         | 346  | 59,6%       |

## 16 maggio 1963

### I scrutinio
Per la nomina è richiesta la maggioranza assoluta dei votanti.
| Dati votazione | Dati votazione |              | Nome              | Nome | Voti |
| -------------- | -------------- | ------------ | ----------------- | ---- | ---- |
| Presenti       | 580            |              | Giovanni Leone    | 346  |      |
| Votanti        | 580            |              | Girolamo Li Causi | 138  |      |
| Astenuti       | 0              |              | Raffaele Leone    | 1    |      |
| Maggioranza    | 291            |              | Schede bianche    | 95   |      |
|                |                | Schede nulle | 0                 |      |      |

Risulta eletto: Giovanni Leone (DC)